# دغیرمن‌دره (جیحان)
دغیرمن‌دره (به ترکی استانبولی: Değirmendere) یک منطقهٔ مسکونی در ترکیه است که در جیحان واقع شده‌است.